# Attila İlhan
Attila İlhan, né le 25 juin 1925 à Menemen dans la province d'Izmir et mort le 10 octobre 2005 à Istanbul, est un écrivain turc, à la fois poète et romancier. 
Par ses ouvrages, il a eu une grande influence sur la vie intellectuelle en Turquie.

## Biographie
Attila İlhan est né à Menemen dans la province d'Izmir, en Turquie. Il a fait ses études primaires en grande partie à İzmir. Cependant, à cause du travail de son père, il a fait ses études secondaires dans différentes villes. Inscrit à 16 ans à İzmir à l'Atatürk High School, il a eu des ennuis pour l'envoi d'un poème de Nazim Hikmet, considéré comme un poète communiste dissident, à une jeune fille dont il était amoureux. Il a été arrêté et placé en garde à vue pendant trois semaines. Il a également été renvoyé de l'école et emprisonné pendant deux mois. Après son emprisonnement, İlhan fut interdit d'inscription dans toutes les écoles de Turquie, interrompant ainsi son éducation.
À la suite d'une décision de justice favorable en 1941, il a reçu la permission de continuer son éducation et de nouveau inscrit à Istanbul Işık High School. Au cours de la dernière année de ses études secondaires, son oncle a envoyé un de ses poèmes au concours de poésie organisé par le Parti Républicain du Peuple sans le dire à Attila. Le poème, Cebbaroğlu Mehemmed a remporté le deuxième prix parmi les nombreux poèmes écrits par des poètes célèbres. Il est sorti diplômé de ses études secondaires en 1942 et s'est inscrit à l'école de droit de l'université d'Istanbul. Toutefois, il a abandonné à mi-chemin ses études juridiques pour ses travaux poétique, publiant son premier livre de poésie, Duvar (Le mur).
Dans sa deuxième année à l'université d'Istanbul, il se rendit à Paris afin de prendre part au soutien de Nazim Hikmet. Ses observations des Français et de leur culture allaient influencer un grand nombre de ses œuvres.
Après son retour en Turquie, il a à plusieurs reprises rencontré des problèmes avec la police. Les interrogatoires dans Sansaryan Han ont influencé ses œuvres basées sur la mort, la menace, etc.
Il revint à nouveau à Paris en 1951 en raison d'une enquête officielle au sujet d'un article dans le journal Gerçek. Dans cette période, il a appris à parler français et a étudié la philosophie marxiste. Dans les années 1950 Attila İlhan passait ses journées le long d'un triangle Istanbul-Paris-Izmir et au cours de cette période, il a commencé à devenir populaire en Turquie. Après son retour en Turquie, il a repris des études de droit. Toutefois, dans sa dernière année à la faculté de droit, il a quitté l'université et s'est tourné vers une carrière journalistique. Sa relation avec le cinéma a également commencé cette même année. Il a commencé à écrire des critiques de films et des critiques dans le journal Vatan.
Après avoir terminé son service militaire à Erzurum en 1957, İlhan est retourné à Istanbul et se concentre sur le cinéma. Il écrit des scénarios pour près de 15 films sous le nom de plume Ali Kaptanoğlu. Cependant, le cinéma ne répondait pas à ses attentes et il est retourné à Paris en 1960. Pendant cette période, il a analysé le développement du socialisme et de la télévision. La mort inattendue de son père l'a obligé de retourner dans sa ville natale d'Izmir, où il restera pour les huit années suivantes. Pendant cette période, il a exercé comme éditorialiste et rédacteur en chef du journal d'Izmir démocratique. Au cours des mêmes années, il a également écrit des livres de poésie, Yasak Sevişmek et Bıçağın UCU de la série « Aynanın İçindekiler ».
Plus tard, il est apparu à la télévision où il a discuté des questions littéraires et sociales. Bien qu'il fût un communiste dévoué, il n'a jamais épousé la pensée du stalinisme et il prenait toujours un point de vue national dans le communisme. Il fut aussi une figure intellectuelle en Turquie, où ses idées nationalistes ont influencé le public. Dans sa série de livres intitulés « Hangi… », il s'interroge sur le mimétisme intellectuel qui a dominé la vie politique et culturelle de la Turquie.

## Œuvres
À ce jour (novembre 2011), aucune œuvre de lui ne semble avoir été traduite en français.
Quelques œuvres en turc
- Röportajlar (« Entretiens »), édition de Belgin Sarmasik, Bilgi, Ankara, 2004 Notice BnF

En anglais
- Poems : quelques poèmes traduits en anglais, disponibles sur le site Scribd.com